# Ouvrage du Lavoir
L'ouvrage du Lavoir est une fortification faisant partie de la ligne Maginot, située sur la commune de Modane dans le département de la Savoie.
Il s'agit d'un ouvrage d'artillerie servant à interdire, avec son voisin l'ouvrage du Pas-du-Roc, le débouché du col du Fréjus.

## Description

### Position sur la ligne
L'ouvrage fait partie du secteur fortifié de la Savoie, dans le sous-secteur chargé de la défense de la vallée de la Maurienne. Les fortifications doivent y bloquer les deux routes d'accès : celle passant par le col du Mont-Cenis, et celle par le col du Fréjus. Il y a d'abord une ligne d'avant-postes, très proche de la frontière franco-italienne, avec derrière elle la « ligne principale de résistance », composées d'ouvrages bétonnés plus puissants. Le passage par la route du Fréjus était défendu par les fortifications du « quartier des Cols Sud » (une subdivision du sous-secteur) : il s'agit des avant-postes de Vallée-Étroite, de la Roue et du Fréjus, avec juste derrière eux les ouvrages du Lavoir, du Pas-du-Roc et d'Arrondaz, ces trois ouvrages pouvant se couvrir mutuellement grâce à leur armement.
L'ouvrage du Lavoir se situe en amont de l'actuelle station de sports d'hiver de Valfréjus. La fortification est aménagée sur et sous l'adret (la moitié septentrionale de la vallée de Charmaix), au lieu-dit Le Collet, à 1 923 mètres d'altitude.

### Souterrains
Comme tous les autres ouvrages de la ligne Maginot, celui du Lavoir est conçu pour résister à un bombardement d'obus de gros calibre. Les organes de soutien sont donc aménagés en souterrain, creusés sous plusieurs mètres de roche, tandis que les organes de combat, dispersés en surface sous forme de blocs, sont protégés par d'épais cuirassements en acier et des couches de béton armé. L'ouvrage n'a pas été achevé.
Des galeries relient les différents organes de l'ouvrage. Ces galeries sont équipées d'une voie ferrée étroite de 60 cm où roulent des wagonnets poussés à bras (les caisses d'obus font de 80 à 105 kg). Un plan incliné de 195 mètres de long, ascendant à 58 %, permet de joindre l'entrée du matériel, qui donne sur le fond de la vallée, au reste de l'ouvrage qui est implanté cent mètres plus haut sur le versant (l'entrée des hommes est lui de plain-pied). Ce plan incliné est équipé d'un treuil électrique pour faire monter le ravitaillement, le tout bordé d'un escalier de 537 marches.
La caserne de temps de guerre (en temps de paix le casernement se fait en extérieur) et l'usine sont aménagées le long de trois galeries parallèles. La première va de l'entrée des hommes au bloc 5 : s'y trouvent la cuisine, la salle des ventilateurs et des filtres (« salle de neutralisation »), l'infirmerie, les toilettes, une chambrée pour hommes de troupe, les deux chambres des officiers, la chambre du commandant, le poste de commandement et le central téléphonique. La deuxième abrite la chambre des sous-officiers, trois chambrées des hommes de troupe, le magasin à vivres et l'usine (produisant l'électricité pour l'éclairage, le plan incliné et le chauffage). La troisième est occupée par les réservoirs de gazole et d'eau. Deux perpendiculaires relient les galeries du casernement ; la cuisine, les ventilateurs et l'usine sont à proximité de l'entrée des hommes, qui sert à l'évacuation de l'air vicié.
L'électricité est fourni par le réseau civil (une ligne aérienne depuis Modane), mais en cas de besoin ont été installés quatre groupes électrogènes, composés chacun d'un moteur Diesel CLM 408 de 95 chevaux, couplé à un alternateur. Un groupe auxiliaire CLM 1 PJ 65 de huit chevaux. L'alimentation en eau (nécessaire pour refroidir les groupes électrogènes et les armes, ainsi que pour la boisson de l'équipage) est assuré par une source captée à proximité de l'entrée de l'ouvrage. Quatre grosses citernes métalliques permettent le stockage de 120 000 litres. L'eau réchauffée par les moteurs permet le fonctionnement du chauffage central.

### Blocs

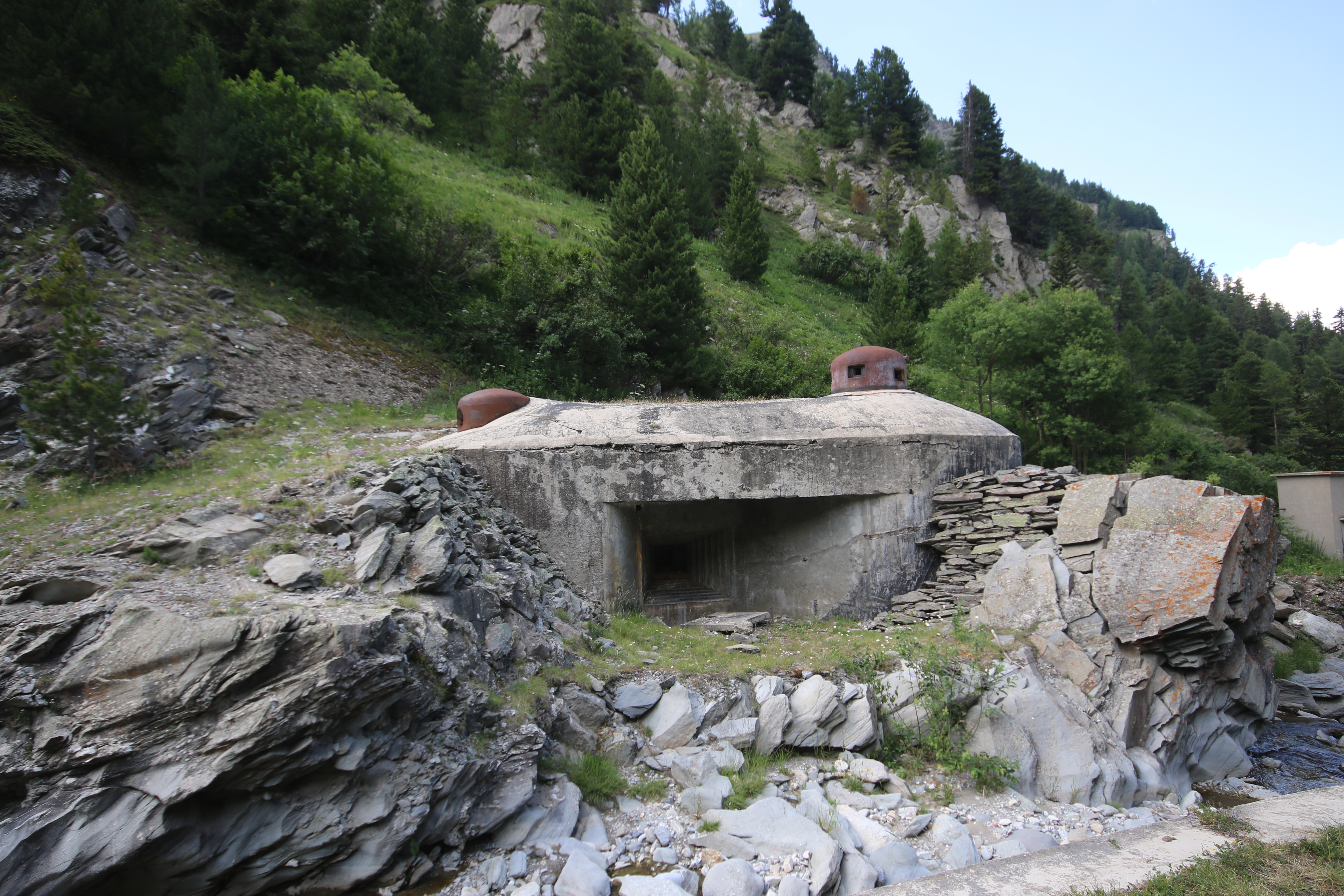
Entrée de l'ouvrage du Lavoir.

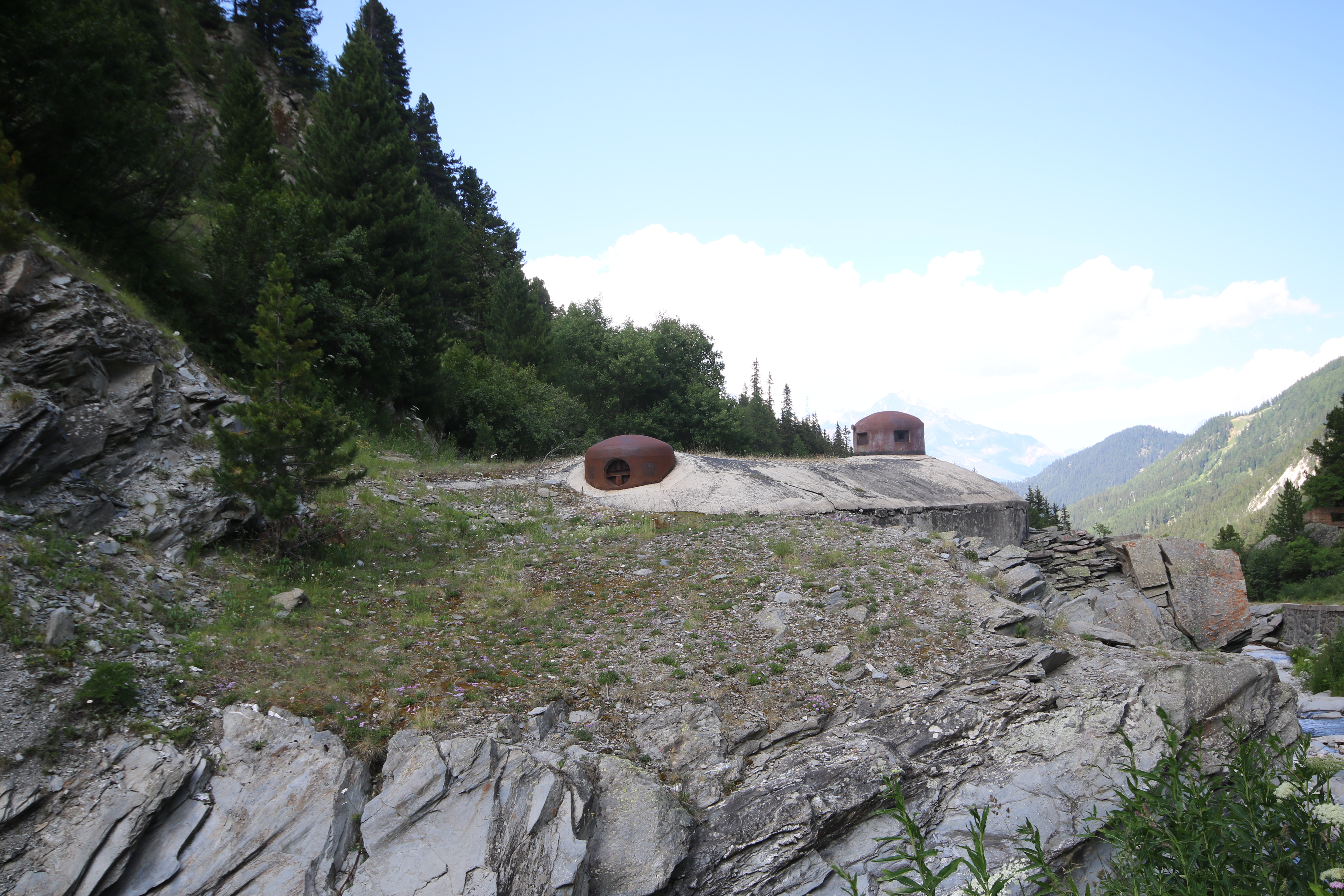
Entrée des munitions : les cloches GFM.

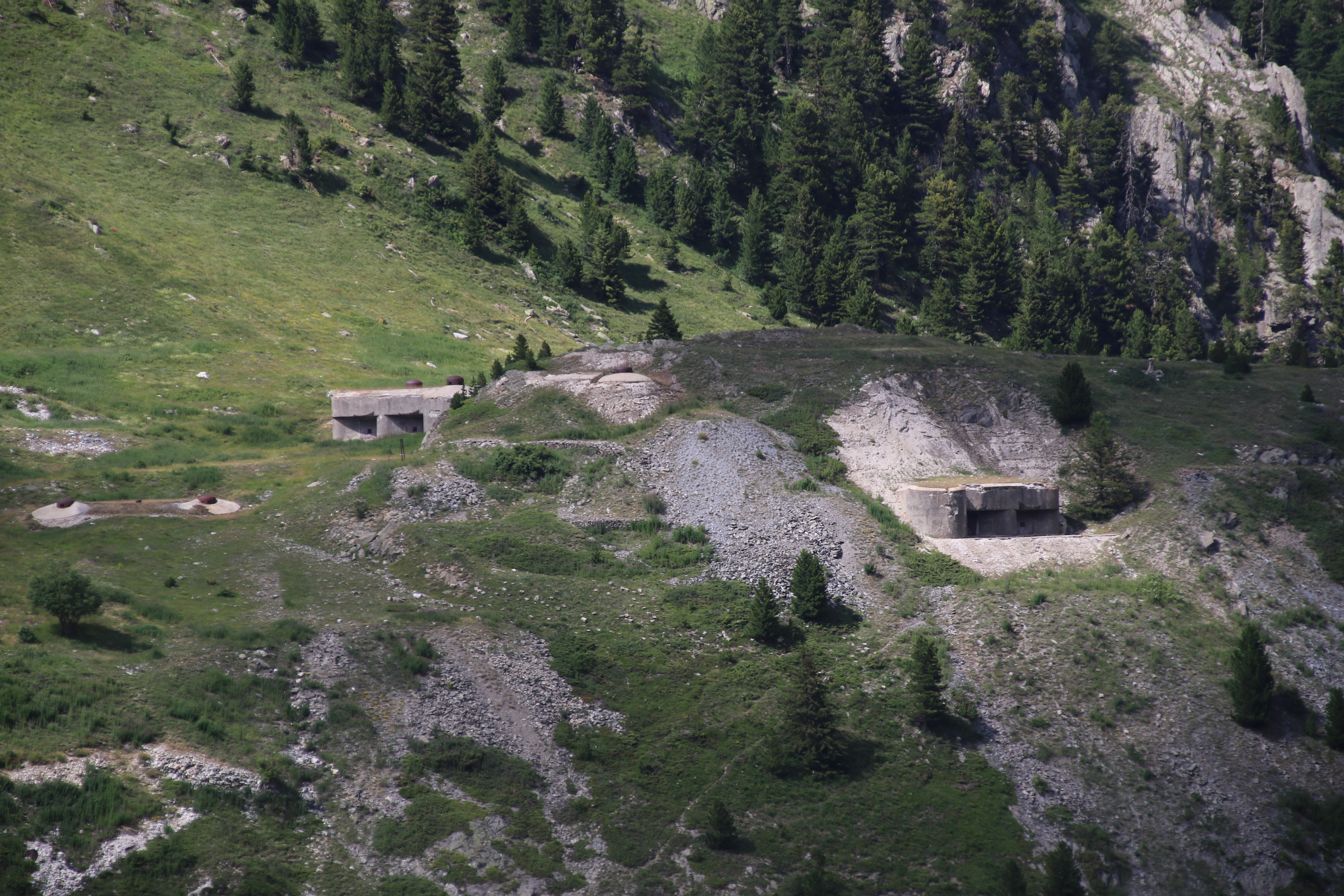
Vue générale des blocs de combats de l'ouvrage du Lavoir.

En surface, les sept blocs sont dispersés pour réduire leur vulnérabilité aux bombardements. Chaque bloc de combat dispose d'une certaine autonomie, avec ses propres magasins à munitions (le M 3 près des armes, le M 2 juste avant l'accès au bloc), sa salle de repos, son PC, ainsi que son système de ventilation. Étant donné que les positions de mise en batterie pour de l'artillerie lourde sont rares en montagne, le niveau de protection est moins important que dans le Nord-Est (les ouvrages construits en Alsace, en Lorraine et dans le Nord). Dans le Sud-Est (les Alpes), les dalles des blocs font 2,5 mètres d'épaisseur (théoriquement à l'épreuve de deux coups d'obus de 300 mm), les murs exposés 2,75 m, les autres murs, les radiers et les planchers un mètre. L'intérieur des dalles et murs exposés est en plus recouvert de cinq mm de tôle pour protéger le personnel de la formation de ménisque (projection de béton à l'intérieur, aussi dangereux qu'un obus).
L'ensemble des blocs est théoriquement protégé par des fusils-mitrailleurs installés dans les différents créneaux et cloches, se soutenant mutuellement. Ces fusils mitrailleurs (FM) étaient chacun protégé par une trémie blindée et étanche (pour la protection contre les gaz de combat). Ils tirent la cartouche de 7,5 mm à balle lourde (modèle 1933 D de 12,35 g au lieu de 9 g pour la modèle 1929 C). Ces FM étaient des MAC modèle 1924/1929 D, dont la portée maximale est de 3 000 mètres, avec une portée pratique de l'ordre de 600 mètres. L'alimentation du FM se fait par chargeurs droits de 25 cartouches, avec un stock de 14 000 par cloche GFM, 7 000 par FM de casemate et 1 000 pour un FM de porte ou de défense intérieure. La cadence de tir maximale est de 500 coups par minute, mais elle est normalement de 200 à 140 coups par minute,.
Une des particularités du Lavoir est d'avoir deux entrées (les ouvrages du Sud-Est ont en général une seule entrée mixte). L'« entrée des munitions », ou « entrée inférieure », se situe en fond de vallée, au bord de la route. Deux cloches sont installées sur le dessus du bloc : une cloche pour un jumelage de mitrailleuses (sa transformation en arme mixte était prévue) et une cloche GFM (pour « guetteur et fusil-mitrailleur »). La façade du bloc est équipée d'un créneau mixte pour un autre jumelage de mitrailleuses et un canon antichar de 25 mm (les deux peuvent s'intervertir) et d'un second créneau pour un troisième jumelage de mitrailleuses, tirant dans l'axe de la vallée. La façade est défendue par un créneau pour fusil mitrailleur, ainsi qu'un fossé diamant, enjambé par un pont-levis, ainsi que par deux goulottes lance-grenades. Un second créneau pour fusil mitrailleur se trouve à l'intérieur, dans l'axe du garage de déchargement. Les mitrailleuses étaient des MAC modèle 1931 F, montées en jumelage (JM) pour pouvoir tirer alternativement, permettant le refroidissement des tubes. La portée maximale est théoriquement de 4 900 mètres (sous un angle de 45°, mais la trémie limite le pointage en élévation à 15° en casemate), la hausse est graduée jusqu'à 2 400 mètres et la portée utile est plutôt de 1 200 mètres. Les chargeurs circulaires pour cette mitrailleuse sont de 150 cartouches chacun, avec un stock de 50 000 cartouches pour chaque jumelage. La cadence de tir théorique est de 750 coups par minute, mais elle est limitée à 450 (tir de barrage, avec trois chargeurs en une minute), 150 (tir de neutralisation et d'interdiction, un chargeur par minute) ou 50 coups par minute (tir de harcèlement, le tiers d'un chargeur). Le refroidissement des tubes est accéléré par un pulvérisateur à eau ou par immersion dans un bac.
L'entrée supérieure, appelée « entrée muletière » sur les projets et plus classiquement « entrée des hommes », est assez simple : une porte blindée défendue par deux créneaux pour fusil mitrailleur en façade et un troisième créneau à travers la porte.
Le bloc 1 est une casemate d'artillerie, avec deux créneaux pour canons-mortiers de 75 mm modèle 1931, complétés par une cloche pour jumelage de mitrailleuses (non équipée, elle devait servir d'issue de secours), un créneau pour fusil mitrailleur et une goulotte lance-grenades.
Le bloc 2 est une autre casemate d'artillerie, avec deux créneaux pour canons-mortiers de 75 mm modèle 1931 (cuirassés car d'action frontale), complétés par un créneau pour fusil mitrailleur et une goulotte lance-grenades.
Le bloc 3 est l'observatoire de l'ouvrage, dédié au réglage des tirs d'artillerie, avec une cloche VDP (« vue directe et périscopique ») répondant à l'indicatif O 4.
Le bloc 4 est une casemate d'infanterie, avec deux cloches pour jumelage de mitrailleuses, l'une pointée vers la Roue et l'autre vers la Vallée-Étroite, ainsi qu'une cloche lance-grenades (non équipée de son arme).
Le bloc 5 est une grosse casemate cuirassée d'action frontale, équipée avec deux créneaux pour canons-mortiers de 75 mm modèle 1931 pointés vers Vallée-Étroite, quatre créneaux pour mortier de 81 mm vers Vallée-Étroite et La Roue, ainsi qu'un créneau pour fusil mitrailleur, trois goulottes lance-grenades et deux cloches GFM.

## Histoire

### Construction
Le premier projet pour cet ouvrage, examiné par la Commission d'organisation des régions fortifiées (CORF), date du 30 août 1930, mais il fut remanié le 11 novembre 1931.
En juin 1940, au déclenchement des hostilités avec le royaume d'Italie, l'ouvrage est presque terminé. Il manque les portes de séparation dans les chambres de tir d'artillerie, tandis qu'en extérieur le casernement est encore en construction (un bâtiment de trois étages à toit plat en béton, mis en chantier en 1939). L'artillerie est armée par les hommes de la 53e batterie du 164e RAP. Comme pour les autres ouvrages d'artillerie, la garnison (à l'époque on parle d'équipage) est interarmes, composée de fantassins, d'artilleurs et de sapeurs.

### Combats de 1940
L'ouvrage ouvre le feu le 20 juin 1940 au matin, avec l'ouvrage du Sapey, pour dégager l'avant-poste de La Roue attaqués par des détachements italiens. Le 21 juin, les tirs sont dirigés en matinée sur une infiltration dans la Vallée-Étroite, puis en fin d'après-midi pour protéger de nouveau l'avant-poste de La Roue. Dans la nuit du 21 au 22 juin, il faut de nouveau dégager à coup d'obus les environs des avant-postes de La Roue et de Vallée-Étroite.
Dans la nuit du 23 au 24 juin, dans le brouillard et alors que tombe de la neige, les guetteurs de l'ouvrage du Pas-du-Roc annoncent des Italiens sur leurs dessus : les mortiers du Lavoir participent aux tirs vers 4 h du matin. Enfin le 24 juin, le dernier jour de combat avant l'application du cessez-le-feu, l'artillerie des ouvrages déclenchent des tirs à partir de 21 h, le Lavoir arrosant les environs du Pas-du-Roc. C'est un total de 3 818 obus qui ont été tirés par le Lavoir, dont 108 le 20 juin, 698 le 21 juin, 594 le 22 juin et 2 418 obus le 24.
L'ouvrage est désarmé puis évacué entre la fin du mois de juin et le début de juillet 1940, en application de l'armistice du 24 juin 1940, car l'ouvrage se trouve dans la zone démilitarisée qui longe la petite zone d'occupation italienne en France (comme tous les ouvrages du Sud-Est).

### Combats de 1944
Le 13 septembre 1944, alors que les troupes allemandes sont repoussés de Modane et du fort du Sapey par la 2e division d'infanterie marocaine, des détachements FFI s'emparent facilement de l'ouvrage. Français et Allemands se font ensuite face pendant l'hiver 1944-1945, les troupes allemandes se maintenant dans l'ouvrage voisin du Pas-du-Roc.

### Après-guerre
L'ouvrage est remis en état opérationnel pendant les années 1950 dans le cadre de la guerre froide. Il est désarmé et abandonné dans les années 1970. L'ouvrage appartient désormais à la commune de Modane et est fermé au public.
Le casernement de sûreté (en extérieur, sur le versant en face de l'ouvrage) existe toujours, abandonné dans son état inachevé de 1940. Comme un éleveur installe son troupeau bovin aux alentours chaque saison estivale, le bâtiment sert de fruitière (fromagerie) pour la production de beaufort et de tomme.